# 불굴의 인간
《불굴의 인간》(Aparajito, The Unvanquished)은 인도에서 제작된 사티야지트 레이 감독의 1956년 드라마 영화이다. 사티야지트 레이 등이 제작에 참여하였다. 아푸 3부작 중 2부에 해당하는 작품이다.

## 출연
- 피나키 센굽타

## 기타
- 미술: 반시 찬드라굽타